# Olympische Sommerspiele 1948/Kanu – Einer-Kajak 10.000 m (Männer)
Der Wettkampf im Einer-Kajak über 10.000 Meter bei den Olympischen Sommerspielen 1948 wurde am 11. August auf der Regattastrecke bei Henley-on-Thames auf der Themse ausgetragen.
Der Wettkampf bestand aus einem Rennen. Der Schwede Gert Fredriksson konnte hierbei seine erste von insgesamt 6 Goldmedaillen bei Olympischen Spielen erringen. 

## Ergebnisse
| Rang | Athlet           | Nation             | Zeit        |
| ---- | ---------------- | ------------------ | ----------- |
| 1    | Gert Fredriksson | Schweden           | 50:47,7 min |
| 2    | Kurt Wires       | Finnland           | 51:18,2 min |
| 3    | Eivind Skabo     | Norwegen           | 51:35,4 min |
| 4    | Knud Ditlevsen   | Dänemark           | 51:54,2 min |
| 5    | Henri Eberhardt  | Frankreich         | 52:09,0 min |
| 6    | Jochem Bobeldijk | Niederlande        | 52:13,2 min |
| 7    | Czesław Sobieraj | Polen              | 52:51,0 min |
| 8    | Alfred Corbiaux  | Belgien            | 53:23,5 min |
| 9    | Jan Matocha      | Tschechoslowakei   | 53:51,0 min |
| 10   | Herbert Klepp    | Österreich         | 55:11,7 min |
| 11   | Emil Bottlang    | Schweiz            | 55:33,7 min |
| 12   | Ernest Riedel    | Vereinigte Staaten | 56:34,5 min |
| 13   | Marcel Lentz     | Luxemburg          | 59:58,2 min |

## Weblink
- Ergebnisse